# Competición de penitentes

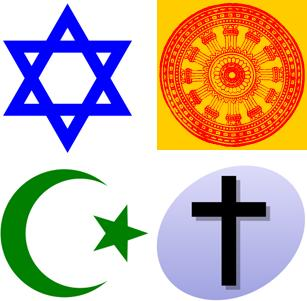
Símbolos religiosos

Competición de penitentes (en turco: Tövbekarlar Yarışıyor) es una serie de televisión turca de tipo reality en la que un rabino, un monje budista, un sacerdote de la Iglesia ortodoxa griega y un imam islámico intentan convertir a un grupo de diez personas ateas cada semana.
Su emisión estaba prevista para septiembre de 2009 en el "Kanal T" en Turquía, pero su inicio se pospuso deliberadamente hasta el final del Ramadán.
El director de Kanal T, Ahmet Özdemir afirmó que el show está pensado para convertir a personas no creyentes en creyentes, aunque deberían elegir cual de los dioses sería el que más les conviene o mejor se adapta a su forma de ser. También pensó que podría ser útil para aquellas personas interesadas en aprender sobre otras religiones. A cada persona que se convertía se le regalaba una peregrinación gratuita a uno de los cuatro lugares sagrados: La Meca, Jerusalén, la Ciudad del Vaticano o el Tíbet. A los conversos les seguiría permanentemente un equipo de grabación para asegurarse de que el peregrinaje no se convierte en unas vacaciones. Hasta el 5 de julio de 2009 se habían apuntado 200 personas ateas y se había preseleccionado al equipo de 8 teólogos que probarían que estas personas eran ateas y no estaban buscando únicamente fama o fortuna